# 福州民系
福州民系（平話字：Hók-ciŭ-nè̤ng），又稱闽东民系，是發源於中华人民共和国福建省东北部，分布於中國大陸和東南亞的一个漢族民系，属闽民系的一支，涵盖籍贯在闽都地域范围（福州市和寧德市）绝大部分地区操平話（閩語閩東片）的人群，並認同以福州為「閩都文化」發祥地。但因福州地区在历史上长期作为福建省的政治及文化中心，故也常被称为福州人、十邑人等。

## 分布
福州民系主要分布在传统上的福州十邑，即今天福州的鼓楼区、台江区、仓山区、晋安区、马尾区、长乐区、闽侯县、闽清县、福清市、平潭县、连江县、罗源县、永泰县、古田县、屏南县，以及宁德的其余大部分地区（福宁五邑）和中華民國治下的連江縣（馬祖）。南平的延平區和三明的尤溪縣亦分布福州民系。
由于近现代以福州人为主的福州民系族群往海外大量移民的缘故，该民系还广泛分布于美国、日本、英国、加拿大、澳大利亚、臺灣、香港、馬來西亞、新加坡等许多国家与地区。

## 形成

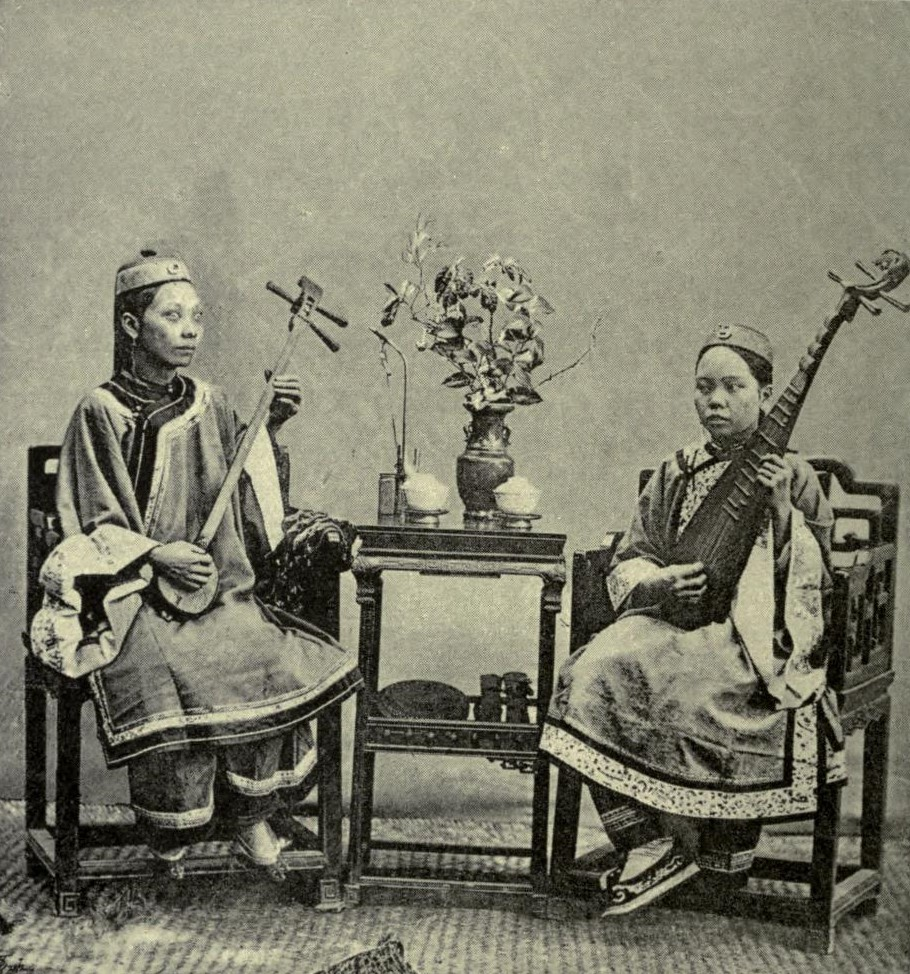
晚清時期的福州民系寫真

### 形成时间
对于福州民系的形成时间，陈支平认为大致在隋唐五代时期形成。从语言学的角度上看，李如龙认为闽语闽东片形成于唐末王潮、王审知入闽时期。各方面综合来看，福州民系定型于五代时期，于各闽民系中诞生时间较晚。

## 文化

### 语言
福州民系使用的方言为闽语闽东片。福州、宁德各地人常称自己的母语为“平话”。福州、宁德两地方言在语言学上均归属于闽语闽东片的系列，但由于地理的差异，以及元代宁德地区分设福宁州后，各地方言逐渐出现差异，相互沟通较为困难。闽东片现今因地理分布的差异而分为南方言（侯官小片）、北方言（福宁小片）以及浙南的蛮讲和蛮话，其中侯官小片使用人数最多的是福州话，而福宁小片则以福安话为代表性方言。

### 艺术

#### 戏曲音乐
閩都地区的传统音乐是十番音乐，传统曲艺包括闽剧、福州评话、伬唱、北路戏等。

#### 工艺美术
閩都地区的传统工艺有寿山石雕、脱胎漆器、福州纸伞、牛角梳、軟木畫等。

## 风俗

### 节日

#### 特有节日
- 拗九节：拗九节又称后九节、孝九节和送穷节，为农历的正月廿九。该节来源于“目连救母”的传说，在这一天，要用糯米、红糖、花生、红枣、芝麻、荸荠、桂圆等煮成“拗九粥”，用来祭祖或赠与亲友。出嫁的女儿要送拗九粥回娘家孝敬父母。

- 二月二：在农历二月初二，这一天，福州人要改吃用糯米、芹菜、葱、蒜、虾米、牡蛎、肉丝等做成的咸粥。

#### 春节
- 筅堂：

春节前（一般為農曆十二月初一），福州人要进行筅堂（或称“扫堂”），即选吉日进行房屋大扫除，并贴春联、門神。
- 送年与送灯：

每年春节来临之际，出嫁的女儿要往娘家“送年”。传统上所送的是年糕、豬腳、草鱼或鲢鱼以及公鸡。

“送灯”是过年时由亲家舅往出嫁的女儿家裏送灯笼，有“添丁”之意。
- 回娘家，送年礼：

女儿女婿春节之前，要回娘家送年礼。

#### 元宵节
元宵节要举办灯会，还有舞龙、舞狮、擺暝、遊神遶境等民间文艺活动。

#### 清明节
清明节要扫墓、压墓纸，还要用菠菠草做成“菠菠粿”（菠菠饼）来食用。

#### 七月半（中元节）
七月半为「中元节」，俗称「鬼节」，福州人在农历七月十五日准备祭品及纸钱，请僧侣道士举行超度法会，然后将所备小部分供品的一散形于空野，以施无主孤鬼，谓之「施食」。

#### 做半段
中元节前后期间的活动，闽都地区称「做半段」，「做半段」的时间，有的以十五日前后的半个月，有的更长。主要活动是定期轮流举行全村性的大宴会，分别宴请亲友，同时还要演几天戏。

#### 做𰫕[9]（七月三十）
做𰫕（七月三十）是閩都地區祭拜地藏王菩薩聖誕和無主孤魂的風俗，在這一天要在家門口或牆角下另外設貢品焚香做供。

#### 中秋節
中秋節，又稱「做十五」。在農曆八月十五日這天，福州人除了供地主和祖宗以及神明以外，當天還有排塔、撿月華、吃鯉魚餅的風俗。

#### 重阳节
在九月初九，福州人有重阳节登高放纸鹞的习俗。

#### 冬节
在每年农历冬至日。福州人冬节有“搓𥻵”的习俗。

#### 祭灶
农历十二月廿四祭奠灶神。福州民间有“官三民四曲蹄五”的说法，即做官人家在十二月廿三祭灶，平民家庭在廿四祭灶，而疍民家庭（福州贬称为“曲蹄”）在廿五祭灶。

### 節氣

#### 立夏
在农历三月廿七日，这一天，福州人要食用碗糕、鐤邊抆、夏餅等习俗。

#### 大暑
在农历六月十七日，这一天，福州人要食用荔枝、花蛤、豆腐囝的习俗。

#### 白露
在农历八月初五日，这一天，福州人要食用龍眼习俗。

### 人生礼仪习俗

#### 過關
福州人由小孩虛歲三歲、六歲、九歲、十二歲、十六歲這些年齡段要過三十六個煞關，一般家中會請道士來做法。

#### 謝奶
謝奶是閩都地區的十六歲成人禮儀式，祭祀順天聖母以報答在十六歲以前平平安安的從小孩長大到成年。

#### 做寿
福州人常由虚岁五十岁开始做寿，宴請賓客。寿礼常送寿桃包、线麵、烛、炮等。做寿要食“太平麵”。

#### 丧葬习俗
传统上丧事要“做七”，即在亲人去世后七七四十九天内做法事等。孝男要戴孝，穿麻衣麻帽草鞋，腰扎草绳，麻帽上挂两个棉球。

## 建筑

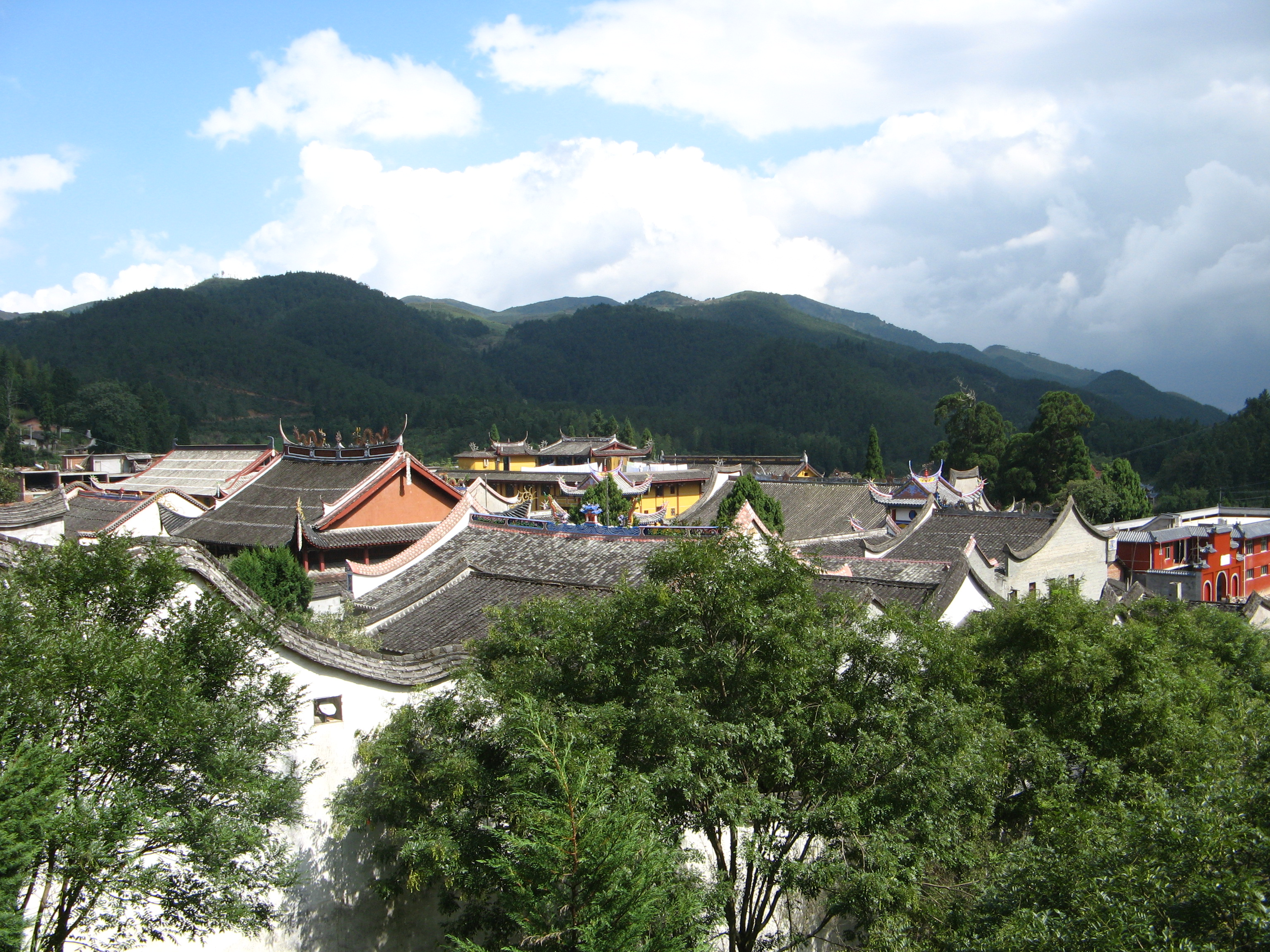
典型福州建筑

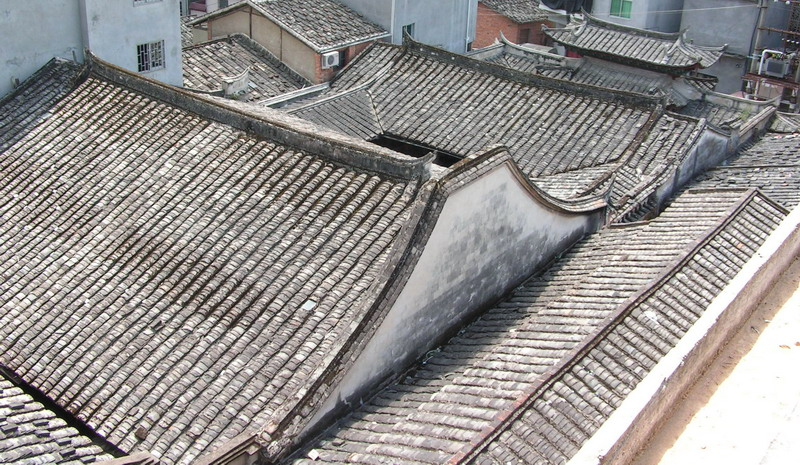
罗源县典型福州建筑的封火墙

閩都建筑具有强烈的地域特点。民居多为三合型和四合型，注重入口门罩的处理，封火山墙造型尤其独特，比较典型的是马鞍形风火墙。观感十分明快、灵巧、素雅。代表性建筑有福州民居群落如福州鼓樓區的三坊七巷和闽清县的宏琳厝等。

## 宗教
閩都人的宗教信仰以传统民间信仰及道教、佛教、基督宗教为主。

### 民间信仰
閩都地区的传统民間信仰非常丰富。除了妈祖等全闽普遍信仰的神祇外，还有众多的地方神祇，包括無諸、白馬尊王、開閩聖王、威武侯、五福王爺、法主公、临水夫人、懿德夫人、武夷真君、齐天大圣、董真人、裴仙師、马天君、照天君、英烈王等等，许多神祇仅仅限于某个村落或城镇。每年除夕到元宵期间，有大量的民间游神活动。

## 饮食
閩都地区的传统菜系为闽菜中的福州菜。

## 海外移民

### 老移民
自宋代起，就有明确见诸于文字记录的福州民系海外经商移民活动。明洪武二十五年（1392年），有福州三十六姓前往琉球定居。明代中叶后，福州十邑地区持续有大量人口移居日本，亦有少量迁往东南亚者。移民潮一直持续至1949年中华人民共和国成立，因政治形势改变等因素而有所放缓。

### 新移民
1970年代开始，因台海矛盾而导致的经济发展滞后等问题，以福州人为主的閩都族群开始新一阶段的移民潮。移出地主要为马尾、长乐、福清、连江等县市，主要目的地为美国、日本、英国、加拿大等发达国家。这一阶段的新移民中有很大一部分采取了不合法的手段进入所在国，也有相当多的人最后顺利取得当地合法居留权。福州新移民分布极为广泛，遍布于五大洲的许多国家，在海外形成了大量的闽语闽东片社区，其中比较著名的有纽约的曼哈顿华埠东百老汇一带和布鲁克林区日落公园的八大道。在福州当地，素有“平潭人在台灣，福清人在日本，連江人在英國，长乐人在美国”的说法。

### 移民团体
- 福建社团理事会 （页面存档备份，存于）
- 世界福州十邑同乡总会

## 名人
以福州为中心，閩都地区的文化教育在福建省內最為發達，是迄今產生文武狀元（40多人）、進士（4100多人）和“兩院”院士（74人）最多的中國城市之一。
- 臨水夫人
- 黃蘗希運
- 玄沙師備
- 三平義中
- 百丈怀海
- 溈山靈祐
- 吐突承璀
- 長慶大安
- 釋明暘
- 沈崧
- 許將
- 薛奕
- 陈襄
- 張元幹
- 黃榦
- 趙以夫
- 郑思肖
- 謝翱
- 陈友定
- 林鸿
- 张经
- 陈第
- 林兆鼎
- 谢肇淛
- 曹学佺
- 叶向高
- 陈梦雷
- 甘国宝
- 林则徐
- 沈葆桢
- 游学诚
- 力钧
- 林旭
- 陈宝琛
- 林纾
- 林泰曾
- 陈季同
- 严复
- 林长民
- 郑孝胥
- 林棨
- 佟济煦
- 萨福懋
- 杜锡珪
- 萨镇冰
- 陈绍宽
- 刘冠雄
- 林森
- 林仲易
- 黃葆戉
- 郑忾辰
- 林觉民
- 林徽因
- 冰心
- 郑振铎
- 廬隱
- 朱谦之
- 吴清源
- 林耀華
- 吳懷瑾
- 戴秉衡
- 陈岱孙
- 王世襄
- 何康
- 黄寿祺
- 郭虚中
- 邓拓
- 馬立峰
- 阮英平
- 孟琇焘
- 石美瑜
- 高士其
- 萨孟武
- 侯德榜
- 高鲁
- 张钰哲
- 傅鹰
- 傅承义
- 沈元
- 梁守槃
- 张家骅
- 严恺
- 寇世遠
- 嚴孝章
- 鄧昌國
- 慕容慎行
- 萧光琰
- 林家翹
- 陈景润
- 黄春平
- 萨支唐
- 吴瑞
- 王立誠
- 林绍良
- 郭鹤年
- 张晓卿
- 曹德旺
- 陳寶餘
- 史亞平